# Steel the Light
| Recensione | Giudizio |
| ---------- | -------- |
| Rock Hard  |          |

Steel the Light è il primo album in studio del gruppo musicale statunitense Q5, pubblicato nel 1984 dall'etichetta discografica Albatross.

## Descrizione
L'album, che riceve buoni consensi dalla critica specializzata, viene inserito nella classifica dei dieci migliori album indie della rivista britannica Kerrang! e successivamente inserito in dodicesima posizione nella lista dei migliori venti album dell'anno 1984.

## Tracce
1. Missing In Action – 3:04
2. Lonely Lady – 4:03
3. Steel the Light – 6:09
4. Pull the Trigger – 4:01
5. Ain't No Way to Treat a Lady – 2:34
6. In the Night – 4:37
7. Come and Gone – 4:31
8. Rock On – 3:30
9. Teenage Runaway – 4:43

## Formazione
- Evan Sheeley – basso
- Gary Thompson – batteria
- Floyd D. Rose – chitarra
- Rick Pierce – chitarra
- Jonathan Scott K. – voce